# Velorio del angelito

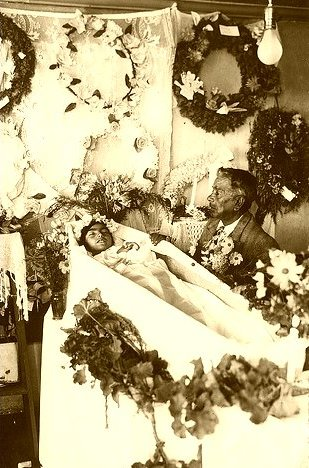
Funeral de un niño en Marchigüe, Chile, en 1890. Situación acostumbrada y tolerable dentro de altísimas tasas de mortalidad infantil.

En algunas culturas, se conoce como velorio de los angelitos o velorio del angelito a un rito funerario de origen africano celebrado tras el fallecimiento de niños o niñas de corta edad.

## Antecedentes
En España, hay referencias al rito en la zona del Levante, desde Castellón a Murcia, las Islas Canarias (especialmente en la isla de la Gomera) y algunas zonas de Cataluña y Andalucía.
La documentación indica que el primitivo origen de este funeral de párvulos fue importado en Europa por parte de los amazighes en territorio español en tiempos de Al-Ándalus, desde los comienzos de la conquista a partir del siglo VIII. De la mano de los conquistadores pasa a América, de México a la Argentina.

## La Gomera (España)
En la isla de la Gomera la actividad se ejerció hasta los años treinta del siglo XX. Adornaban a los pequeños con abundantes flores; cantaban y bailaban en su velatorio al ritmo de tambores (Baile del támbor) y chácaras durante toda la noche los padres, familiares y vecinos. Se pensaba que un infante menor de siete años, era puro y ascendería al cielo de manera directa gracias a los cantos y bailes, estos ayudaban a su rápida ascensión junto a Dios. Y evitaban llorar o mostrar pena, para facilitar el ascenso y "no empapar de lágrimas las alas del angelito", la pena iba por dentro y cantaban hacia fuera.
En La religión de los Gomeros de Antonio Tejera Gaspar se hace mención, a la creencia de que los niños fallecidos podían comunicarse con los antepasados y le decían recados para llevar a sus antepasados fallecidos. Esta costumbre se hacía hasta el mismo entierro, acompañado de lazos de colores que colocaban en el ataúd. 
El rito fue cayendo en desuso debido a la presión de las autoridades y la propaganda que se hacía en contra. Actualmente, el velorio de los angelitos ha desaparecido de la consciencia colectiva y pocos lo conocen.
En el resto de las Islas Canarias hay referencias pobres al contrario que en La Gomera.

## Perú y Chile
Dentro de las costumbres folklóricas americanas, el velorio del angelito está descrito en  crónicas, históricas, y también para la contemporaneidad (datos del siglo XV), como un hecho cultural que se vincula con la muerte de seres humanos en su niñez; hecho que sin embargo no es parte de un culto a los muertos, sino que las muertes infantiles son tomadas como la ocasión para el montaje, también en Chile, de una celebración popularesca.
Una de las crónicas que refieren el hecho, lo ubica en la llanura bonaerense, en las cercanías del Azul, a fines del siglo XIX. Arribando los viajeros en sus cabalgaduras a un parador (esquina, pulpería, almacén de ramos generales), su dueño los invita para que pasen a la reunión que se celebraba en honor del angelito. «Se sentía en las casas un ruido de cantos y guitarras.». Al entrar en la sala principal, la encuentran intensamente alumbrada. «Un pesado olor a sebo, a cigarro y a ginebra, cargaba la atmósfera». En el fondo, al centro de un nimbo de candiles, aparecía el cadáver del niño de cuatro años, muerto en el día anterior. Estaba sentado en una sillita, colocada ésta sobre una mesa y por encima de varios elementos arreglados a la manera de un pedestal. Fijos los ojos del muertito, caídos los brazos, con las piernas colgado. «Horroroso y enternecedor», dice el cronista: «Era esta la segunda noche que estaba en exhibición.». A un lado del cadáver estaba sentado un hombre que hacía música con guitarra. «La madre estaba al otro lado de la mesa. Tenía la mirada fija y cruzadas las manos». En seguimiento de la música, varias parejas circulaban en la sala, estrechamente uncidas en su baile. Al pasar por frente del chiquilín muerto, le decían a la madre: "El angelito está en el cielo". Seguía la afligida con la mirada fija, pero respondía: "Sí, en el cielo". Una que otra vez se desenlazaban los bailarines, para con recato persignarse en su paso ante la mesa funeraria, y seguidamente continuaban con la zamacueca y las chanzas reideras, de muy buen humor.

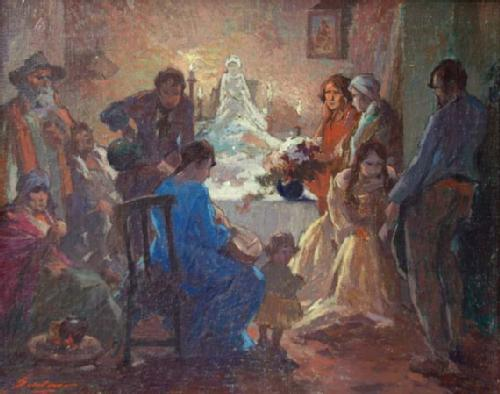
Velorio de un angelito, MNBA, por Arturo Gordon.

La muerte del angelito, al ser instrumentada por el ritual comunitario, le otorga al occiso una especial reviviscencia viajera. Es la creencia que el muertito irá en vuelo hacia la morada celestial, sin escalas y directamente. Como su alma humana está incontaminada, va a ser bien recibida en el cielo. Se restablece entonces la criatura muerta, como un alma intercesora, y portadora de mensajes rogativos; intercesiones y mensajes que serán plenamente considerados por la autoridad del más allá. Van a ser debidamente atendidas las personas que en el velorio le hagan esos encargues al angelito; el alto cielo los beneficiará. Quienes queden en tierra también pueden, a través del mensajero, transmitirle a sus difuntos ruegos, recordaciones, exhortaciones, muestras de continuidad vincular. Entre alcohol, música, y baile, el velorio se prolonga hasta que llega, con la luz diurna, el momento sepulcral. En ocasiones, la celebración ocupa varias noches y días.
Para pequeñas localidades aisladas, como era el caso para las provincias cordilleranas, el acontecimiento cobraba una importante significación reanimadora, para las relaciones y el mutuo conocimiento entre los lugareños desperdigados en la vastedad. Esto se ve en otro relato (con fecha 1921, en la Pvcia. de Catamarca); su cronista nos cuenta cómo llegaban al velorio grupos de hombres y mujeres al mismo tiempo. Los alborotos y alistamientos cosméticos y de vestuario en señoras y señores habían precedido el encuentro. Los padres de la criatura difunta tenían decidido el festejo, y gastarían en el velatorio lo que el angelito hubiera recibido de herencia en vida. El muertito yacía, en una pequeña caja construida con tablas de cardón, que descansaba sobre un catre de tientos, a la luz de cuatro veladoras que también iluminaban una estampa mariana, y esquinaban el catre. «A la altura de los hombros, tenía dos cartoncitos simulando alitas, y en la mano izquierda un vaso.» ..Cerca del cuerpito una jarra con agua, ..«por si al angelito le viniera sed.». Parte de la concurrencia depositaba flores rodeando al finadito. Otros prendían coloridas cintas, con los aguijones de un cactus local, sobre la camisita del muerto; estos trozos de cinta eran "mensajes" que el angelito llevaría para otros difuntos. Con la llegada de los músicos y el inicio de las libaciones, comenzaron las coplas, a las que seguirían los bailes. La madre del angelito fue dejando sus sollozos, y cantó la primera copla, dándole retos al muertito por haberse difunteado "y sin tomar ni un vaso 'e vino". (Se bebía vino del tipo "Lagrimilla"). Una de las señoras falseteó su canto como en imitación de la voz del niño muerto: "Madrecita de mi vida, | Tronco e' chañar. | Ya se va tu hijo querido, | De tus entrañas nacido. | Madrecita de mi vida, | Basta de tanto llorar. | Si me mojas las alitas, | No voy a poder volar". ..Bailaron los concurrentes hasta el amanecer.. El pequeño ataúd fue llevado por el papá a caballo hasta el lugar del enterratorio.. No sin que los músicos dejasen de tocar.. Y quienes a caballo acompañaban al papá del angelito, en cuanto veían un terreno llano, se largaban al galope arriba y abajo, gritando a lo indio, retornando luego a la formación. En el momento de preparación para el entierro, habiendo desmontado, y lista ya la fosa, el padre del finadito le dio unos rebencazos al cajoncito, quejándose porque lo había encontrado pesado. Ya el sol dominaba la escena.

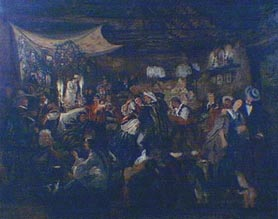
El velatorio del angelito (1848) en Chile, por Ernest Charton.

Las creencias expresadas en el velorio del angelito, junto a las fuertes sensaciones que el aparataje del mismo provee en sus participantes, configuran un modelo de entendimiento, el cual para los deudos hace posible la superación del desgarramiento contrariante que la pérdida de la criatura les causa. «..Por hondo que sea el sentimiento, cuando muere una criatura no hay motivos para llorarla; es, por el contrario, un acontecimiento que debe traer regocijo, no sólo a los familiares, sino también a todos los allegados, pues es un angelito que ha ido al cielo a engrosar la legión de los que sirven a Tata Dios.». Como símbolo de la ascensión, y para facilitársela al muertito, una pequeña escalera se coloca junto a sus pies, que dé en ella los pasos previos a la utilización de sus alitas. "Si el finado es grande, | llorarlo está bueno. | Pero cuando es guagua, | hay que festejarlo; | Angelito ha'i ser".

### México (Atlixco, Puebla)
En la región central del Estado de Puebla, como en otras partes de México, es posible encontrar la tradición de los velorios de angelito, ésta es una fiesta alegre, la despedida del cuerpo del niño muerto en el regocijo por saber que el alma del pequeño ascenderá al cielo para gozar de la gloria según el catolicismo en este país. Este funeral de infantes cuenta con música especial y juegos lúdicos además de rezos, cuyo objetivo es el interceder por el alma del niño difunto como también para que los padres puedan obtener el consuelo en este duelo.

## Colombia

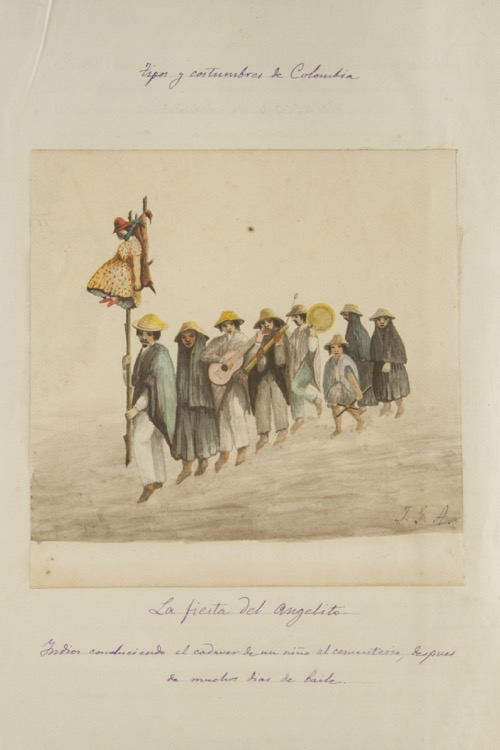
La Fiesta del Angelito. Indígenas conduciendo el cadáver de un niño al cementerio, después de muchos días de baile. Tipos y costumbres de Colombia. Colección del Banco de la República, Colombia

En Colombia, la costumbre de vestir y adornar a un niño fallecido, y hacerle homenajes, procesiones y bailes,  era muy extendida hasta comienzos del siglo XX, cuando, producto de las presiones de la Iglesia y de  las autoridades, comenzó  a desaparecer la costumbre.   El niño o niña, normalmente de menos de siete años, se dejaba con los ojos abiertos, se vestía con telas de vivos colores y adornado con flores y ramaje. Se ponía en una mesa o sitio alto de la casa, o se colgaba el cadáver en una horqueta o palo elevado, con el cual se improvisaba una procesión en la que la familia y los amigos tocaban y bailaban al son de tiples y panderetas. Tal procesión se hacía por varios días,  en la casa mortuoria y a veces en la de algún amigo, que pedía el niño prestado para bailarlo, siguiendo la fiesta hasta que el cadáver entraba en putrefacción, por lo que se procedía a enterrarlo. 